# Schizaea malaccana
Schizaea malaccana là một loài dương xỉ trong họ Schizaeaceae. Loài này được Baker mô tả khoa học đầu tiên năm 1868.
Danh pháp khoa học của loài này chưa được làm sáng tỏ. 